# سرايا أنصار العقيدة
سرايا أنصار العقيدة هي مجموعة إسلامية شيعية.

## التشكيل
تشكلت سرايا أنصار العقيدة في يونيو 2014 من قبل مقاتلين عراقيين ذهبوا للقتال في سوريا في 2012، قبل العودة إلى العراق أثناء هجوم داعش في 2014.

## الإنتماء
تنتمي سرايا أنصار العقيدة للمجلس الأعلى الإسلامي العراقي. جزء من الحشد الشعبي، تشكل في العراق في 15 يونيو 2014. هو أيضا قريب من سرايا عاشوراء، مجموعة شيعية أخرى تنتمي للمجلس الأعلى.

## الأيديولوجيا
الولاء الديني لآية الله علي السيستاني، على خلاف المجموعات الشيعية الأخرى التي تتبع ولاية الفقيه، لكن زعيم المجموعة لديه علاقة إيجابية بإيران.

## وصلات خارجية
- سرايا أنصار العقيدة  على فيسبوك.
- سرايا أنصار العقيدة على تويتر.